# Paranchistus pycnodontae
Paranchistus pycnodontae är en kräftdjursart som beskrevs av Bruce 1978. Paranchistus pycnodontae ingår i släktet Paranchistus och familjen Palaemonidae. Inga underarter finns listade i Catalogue of Life.